# Pierre Paulus

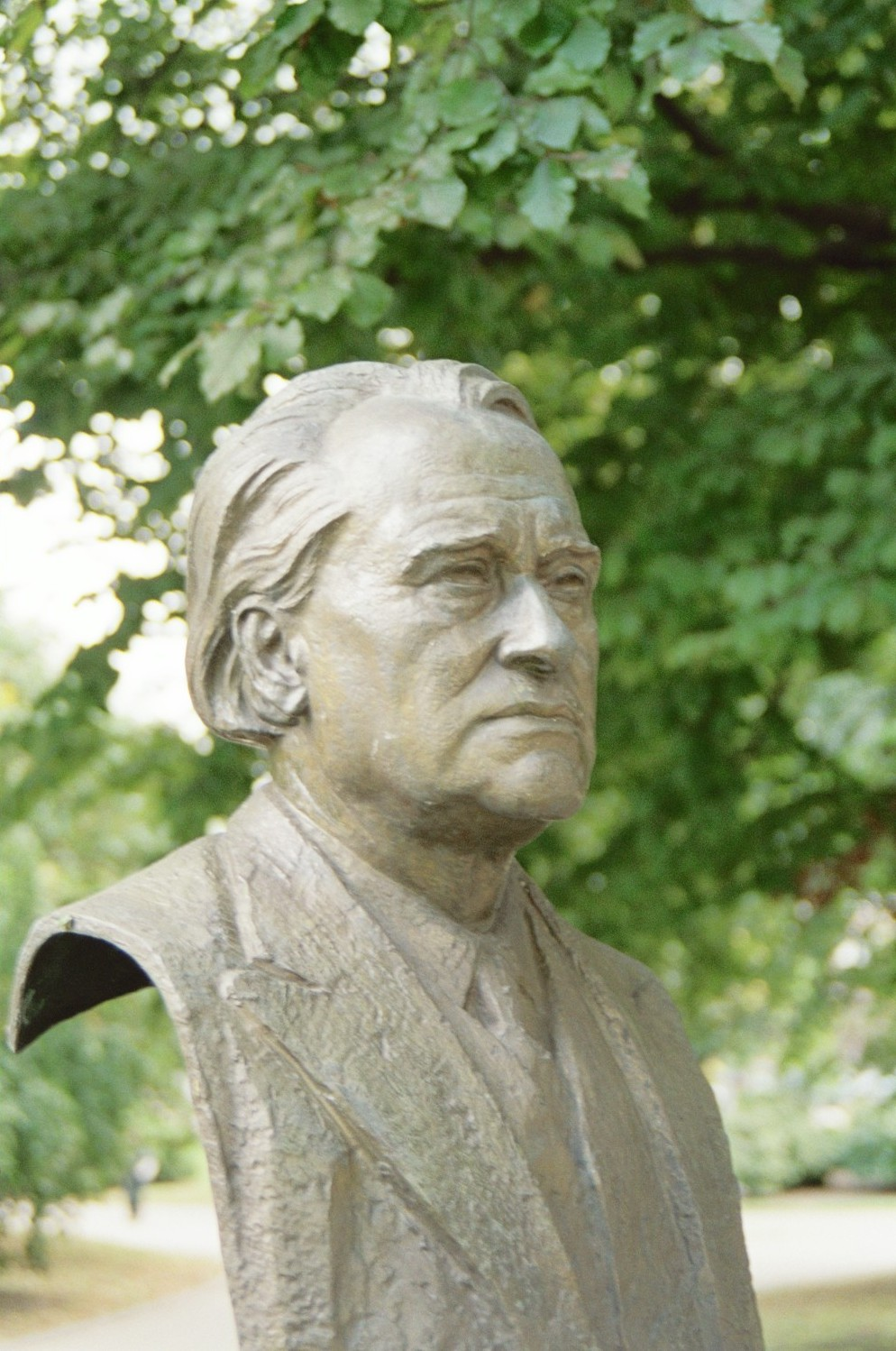
Buste van Pierre Paulus door Alphonse Darville in het koningin Astridpark in Charleroi.

Pierre Paulus de Châtelet, of baron Pierre Paulus de Châtelet, (Châtelet, 16 maart 1881 - Brussel, 17 augustus 1959) was een Waalse kunstschilder.
De tentoonstelling l'Art wallon in Charleroi in 1911 draagt bij tot zijn bekendheid. Hij stelde daar het werk De jeugd (Jeunesse) tentoon. In het kielzog van Constantin Meunier haalt hij zijn onderwerpen bij arbeiders en mijnwerkers. In het interbellum stelt hij op verschillende plaatsen in Europa en de Verenigde Staten tentoon.
Hij tekende het ontwerp voor de Waalse vlag in 1913. Tijdens de Eerste Wereldoorlog werd hij frontschilder.
In de gemeente Sint-Gillis, waar Paulus lange tijd woonde, is een park naar hem vernoemd.

De Waalse vlag, met de door Pierre Paulus ontworpen haan

## Eerbewijzen
In 1951 werd hij opgenomen in de erfelijke adel met de persoonlijke titel van baron. In 1954 verkreeg hij naamstoevoeging van Paulus tot Paulus de Châtelet. In 1956 werd zijn persoonlijke titel van baron omgezet in de overgang van die titel op zijn twee kleinzonen, die de titel op hun beurt met overgang bij eerstgeboorte in mannelijke lijn mochten doorgeven.

## Familie
Paulus was de vader van hoogleraar en adjunct-kabinetschef van de Koning, Jean-Pierre baron Paulus de Châtelet (1920-2000) die op zijn beurt de vader is van oud-gouverneur van Brussel, jkvr. Véronique Paulus de Châtelet (1948).